# Wilmington, Massachusetts
Wilmington är en kommun (town)  i nordöstra Middlesex County i delstaten Massachusetts i USA. Invånarna uppmättes 2010 till 22 325 i antalet.

### Fotnoter
1. ↑  United States Census Bureau, 2010 U.S. Gazetteer Files, United States Census Bureau, 2010, läst: 9 juli 2020.[källa från Wikidata]
2. ↑  United States Census Bureau (red.), USA:s folkräkning 2020, läs online, läst: 1 januari 2022.[källa från Wikidata]
3. ↑  hämtat från: franskspråkiga Wikipedia.[källa från Wikidata]
4. ↑  ”Community Facts” (på engelska). American Factfinder. 26 februari 2010. Arkiverad från originalet den 10 december 2014. https://web.archive.org/web/20141210041242/http://factfinder2.census.gov/faces/nav/jsf/pages/community_facts.xhtml. Läst 19 maj 2014.